# Kosten finanzieller Anspannung
Der Begriff Kosten finanzieller Anspannung beschreibt im Bereich der Unternehmensfinanzierung direkte und indirekte Kosten eines Unternehmens in einer wirtschaftlichen angespannten Situation. Ein einfaches Beispiel für Kosten finanzieller Anspannung sind Insolvenzkosten. Diese sogenannten direkten Kosten beinhalten Rechtskosten, Zahlungen an einen Insolvenzverwalter und andere Zahlungen. Kosten finanzieller Anspannung können jedoch auch entstehen, wenn eine Insolvenz vermieden werden kann (indirekte Kosten).

## Direkte Kosten
Zu den direkt zahlungswirksamen Kosten finanzieller Anspannung gehören:
- Gebühren
- Administrative Ausgaben
- Ausgaben für Beratungsdienstleistungen

## Indirekte Kosten
Zu den indirekten Kosten (Opportunitätskosten) finanzieller Anspannung gehören:
- der mit der wirtschaftlichen Situation verbundene Nachfragerückgang
- Anstieg der Produktionskosten durch steigende Inputpreise (Zulieferer wie Kapitalgeber verlangen eine höhere Risikoprämie)
- Restrukturierungsprozess und Verhandlungen binden Managementleistung
- Verlust der wirtschaftlichen Autonomie im Insolvenzverfahren

## Auswirkungen
Finanzielle Anspannung kann in Unternehmen dazu führen, dass die Effizienz des Managements verringert wird. Da das Management den Anteilseignern gegenüber verantwortlich ist, ist das Management bestrebt, den Marktwert des Eigenkapitals zu maximieren. Unter finanzieller Anspannung kann dieses Ziel dem Ziel der Maximierung des Unternehmenswertes widersprechen, da Gläubiger im Falle einer Auflösung zuerst bedient werden.
Sinkt der Unternehmenswert unter den Wert der Verbindlichkeiten des Unternehmens, so ist es im Interesse der Anteilseigner, die nun nichts mehr zu verlieren haben, dass das Unternehmen in risikoreiche Projekte investiert, so dass die Wahrscheinlichkeit steigt, dass der Unternehmenswert wieder über diesen Wert steigt. Risikoreiche Projekte sind jedoch nicht im Interesse der Gläubiger, da sie auch die Wahrscheinlichkeit erhöhen, dass der Unternehmenswert weiter sinkt und ihnen noch weniger übrigbleibt. Da diese risikoreichen Projekte nicht notwendigerweise einen positiven Nettobarwert haben, können Kosten aus nicht realisierten Gewinnen entstehen.
Das Management könnte auch eine Insolvenz hinauszögern, was den gleichen Effekt wie eine Risikosteigerung hätte oder es könnte hohe Dividenden zahlen, um Geld von den Gläubigern an die Anteilseigner zu übertragen.
Indirekte Kosten sind auch höhere Kapitalkosten. Kurzfristige Darlehen von Zulieferern oder Banken sind teuer, wenn überhaupt verfügbar.